# Molierissimo
Molierissimo est une série télévisée d'animation française en 26 épisodes de 25 minutes produite par IDDH et diffusée en octobre 1989 dans Cabou Cadin sur Canal+. Rediffusion à partir du 7 janvier 1990 dans Amuse 3 sur FR3.

## Synopsis
Un jeune garçon de dix ans prénommé Quentin, intègre un jour la troupe de Molière et voyage à travers le royaume de France. Mais les péripéties ne manqueront pas...

## Épisodes
1. Le Masque et l'épée
2. Les Enfants de la famille
3. L'Illustre théâtre
4. La Robe de Médée
5. Le Théâtre ambulant
6. L’Étourdi
7. Le Combat pour Paris
8. Le Prince de Conti
9. L'Enlèvement
10. Les Caprices d'un grand
11. Monsieur frère du roi
12. Le Grand Jour
13. Le Livre de La Grange
14. Les Précieuses Ridicules
15. La Cavale
16. L'Arrestation
17. Le Coup de théâtre
18. Le Théâtre du Palais Royal
19. La fugue
20. Vaux le Vicomte
21. L'Exil
22. Les Brigands
23. La Nuit des arlequins
24. Deux jeunes tambours
25. L’École des femmes
26. Les Plaisirs de l'île enchantée

## Distribution
- Claude Giraud : Molière
- Tania Torrens : Madeleine Béjart
- Damien Boisseau : Quentin
- François Chaumette : Bonaventure
- Albert Augier : Cardinal de Mazarin
- Vincent Ropion : Louis XIV
- Danièle Douet : Geneviève Béjart
- Jean-Pierre Delage : Père de Molière
- Paul Bisciglia : Pouillard (acolyte de Marchenoir)
- Maurice Sarfati : Narrateur, Le Chassieux (acolyte de Marchenoir)
- Maria Tamar : Anne d'Autriche
- François Carlier : Louis XIV enfant
- Jean-Pierre Leroux : Monsieur frère du roi
- Anne Jarry : Marquise Clarisse de St Julien
- Nicole Hiss : Louise de Verville
- Régis Lang : Comte de Verville
- Jean-Luc Kayser : D'Artagnan (1re voix), Cyrano de Bergerac (2de voix)
- Michel Le Royer : Cyrano de Bergerac (1re voix)
- Jean-Paul Solal : D'Artagnan (2de voix)
- Patrick Préjean : Scaramouche
- Roger Carel : le chef de la cour des Miracles
- Claude Rollet : le comte de Rambouillet
- [Qui ?] : chanteuse du générique de début[3].

## Anachronismes
Jean-Baptiste Poquelin a peut-être connu son contemporain Savinien Cyrano de Bergerac, sans aucune certitude historique, mais le personnage poète et bretteur de Cyrano de Bergerac a été créé au théâtre par Edmond Rostand des siècles plus tard. La série commence au tout début du règne de Louis XIV (1643). Quentin a environ dix ans, le jeune roi a alors cinq ans puisqu'il est né en 1638. Quelques années plus tard, nous assistons à la Fronde des Princes (1650-1653). Quentin devrait être un homme mais il a toujours l'apparence d'un enfant de dix ans ! Le roi, bien que plus jeune que Quentin, paraît plus vieux que lui et porte déjà la moustache alors qu'il n'était encore qu'un enfant lors des évènements de la Fronde. En même temps, Quentin n'est qu'un vecteur fictif, atemporel et non historique, dans ce dessin animé destiné à faire connaître Molière aux enfants et les petits héros de ce type de séries ne vieillissent que très rarement.